# Nyker (parochie)
Nyker is een parochie van de Deense Volkskerk in de Deense gemeente Bornholm. De parochie maakt deel uit van het bisdom Kopenhagen en telt 1640 kerkleden op een bevolking van 1800 (2004). De parochie was tot 1970 deel van Vester Herred.